# Transports Montreux–Vevey–Riviera

Logo der Transports Montreux–Vevey–Riviera

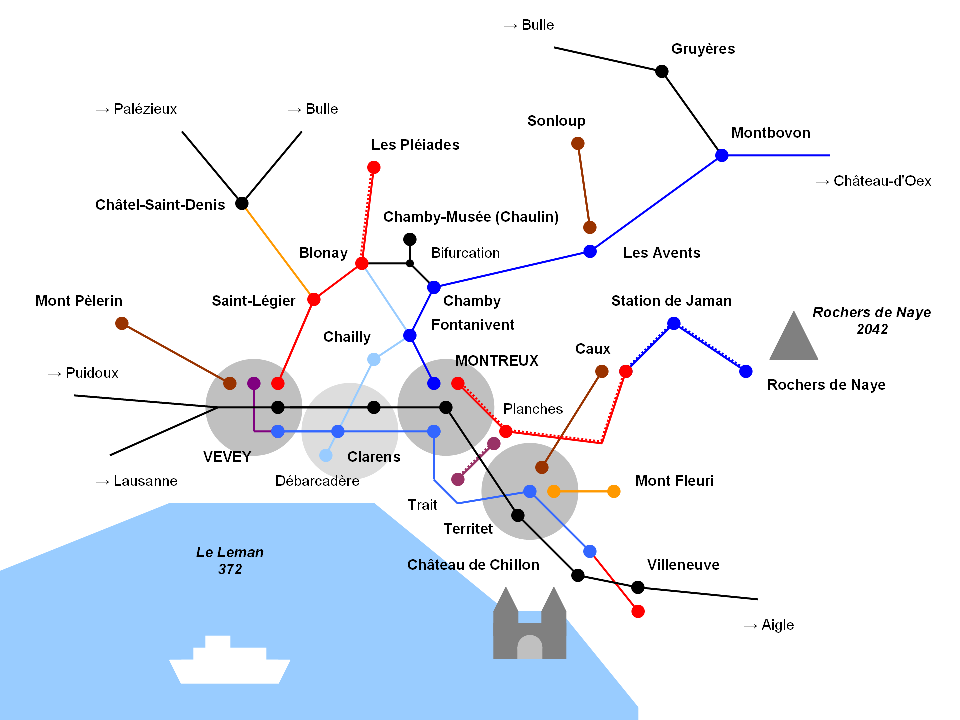
Streckenübersicht

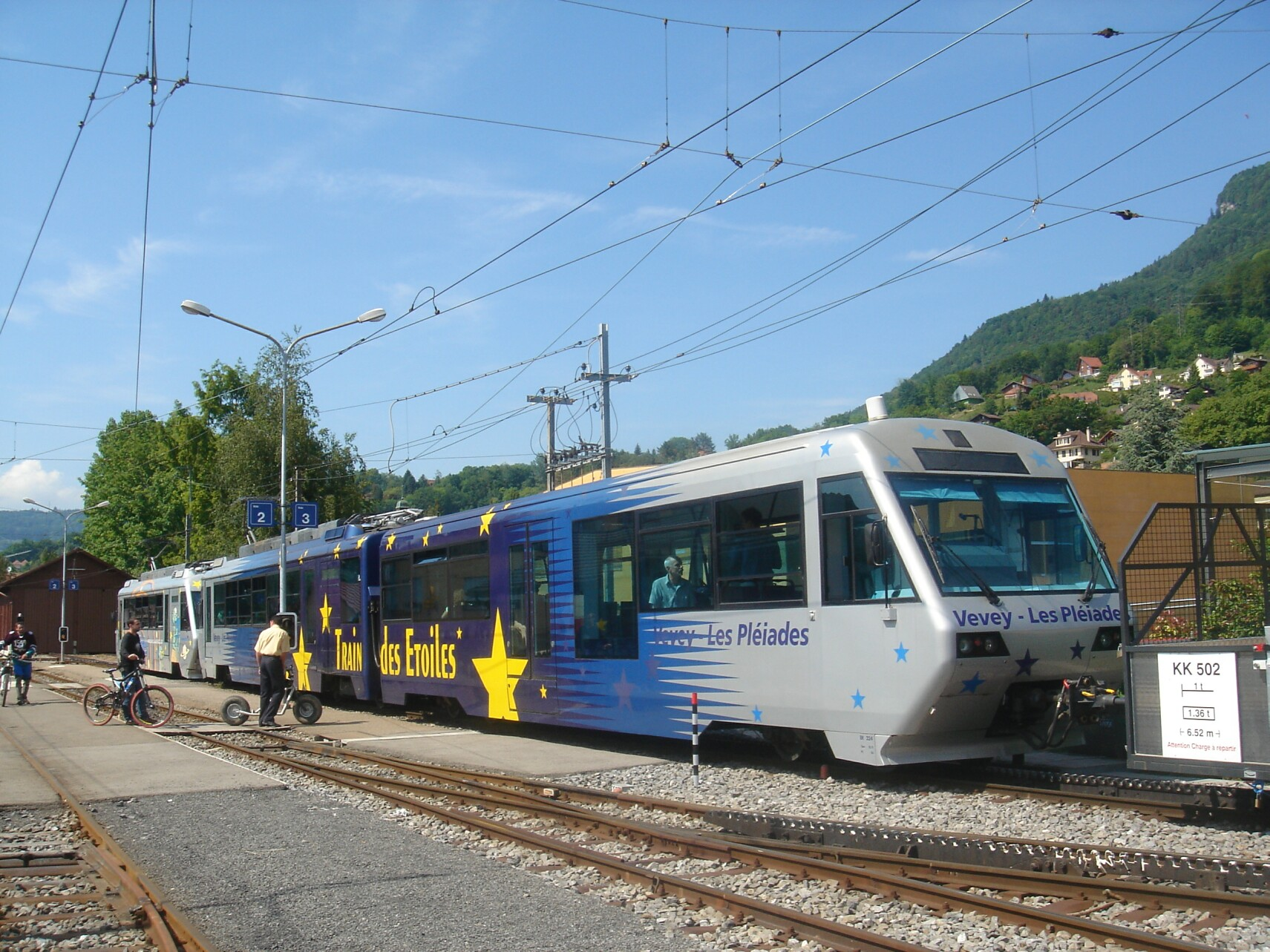
Kk 502 vor Bt 224 vor Beh 2/4 71 und 72 in Blonay

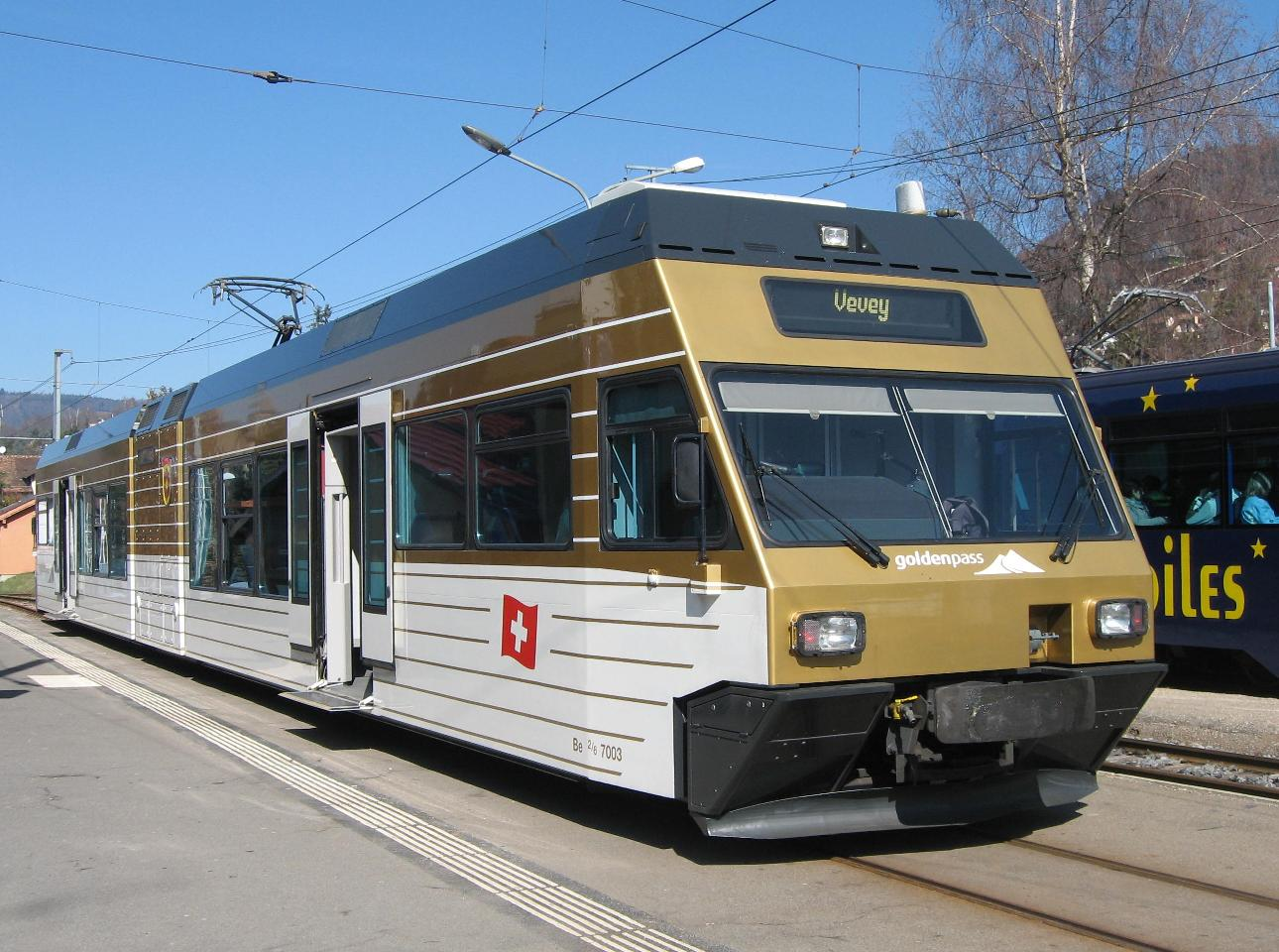
Golden-Pass Be 2/6 7003 Blonay in Blonay

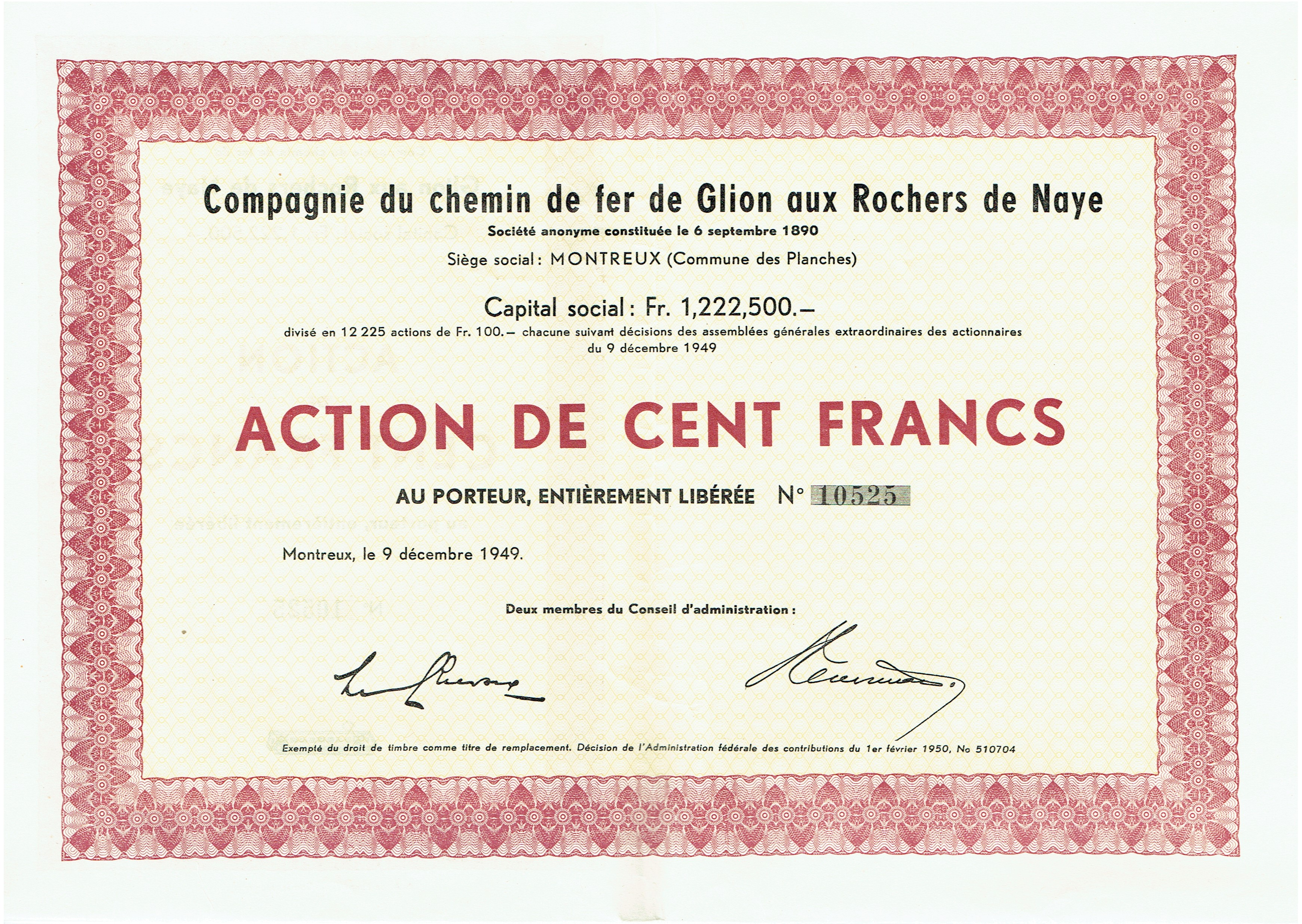
Aktie über 100 Franken der „Compagnie du Chemin de fer de Glion aux Rochers de Naye“ vom 9. Dezember 1949

Transports Montreux–Vevey–Riviera SA, abgekürzt MVR, ist der Name eines Schweizer Verkehrsunternehmens, in dessen Eigentum mehrere schmalspurige Eisenbahnstrecken sowie Standseilbahnen in und um Montreux und Vevey am Genfersee sind und das auch als Eisenbahnverkehrsunternehmen tätig ist. Das Unternehmen entstand 2001 aus dem Zusammenschluss mehrerer Bahnen.
Die Transports Montreux–Vevey–Riviera treten zusammen mit der betriebsführenden Montreux-Berner Oberland-Bahn unter der Marke Golden-Pass am Markt auf.

## Infrastruktur
Die Transports Montreux–Vevey–Riviera ist das Infrastrukturbetreiberin auf den noch bestehenden Strecken der ehemaligen Chemins de fer électriques Veveysans. Dies sind die Bahnstrecken Vevey–Saint-Légier–Blonay–Les Pléiades und Blonay–Chamby.
Während zwischen Vevey und Les Pléiades ganzjährig fahrplanmässige Züge fahren, dient die Bahnstrecke Blonay–Chamby den in der Sommersaison verkehrenden Zügen der Museumsbahn Blonay–Chamby (BC), gelegentlichen Extrafahrten und betrieblich bedingten Fahrzeugüberfuhren (Fahrzeugunterhalt) der Museumsbahn sowie der anschliessenden Eisenbahngesellschaften.
Der Streckenabschnitt Blonay–Les Pléiades ist durchgehend mit einer Zahnstange nach dem System Strub versehen.

## Geschichte
Das Unternehmen Transports Montreux–Vevey–Riviera entstand 2001 aus dem Zusammenschluss der folgenden vier:
- Chemins de fer électriques Veveysans (CEV)
- Montreux–Territet–Glion–Rochers-de-Naye-Bahn (MTGN)
- Standseilbahn Les Avants–Sonloup (LAS)
- Standseilbahn Vevey–Chardonne–Mont-Pèlerin (VCP)

Die ehemalige Montreux-Territet-Glion-Rochers-de-Naye-Bahn (MTGN) betrieb die Zahnradbahn Montreux–Glion–Rochers-de-Naye sowie die Standseilbahn Territet–Glion. Das Unternehmen entstand 1992 aus der Fusion der Standseilbahn Territet–Glion (TG) und Montreux-Glion-Rochers-de-Naye-Bahn (MGN). Die Montreux-Glion-Rochers-de-Naye-Bahn wiederum entstand 1987 aus der Fusion der Montreux-Glion-Bahn (MGl) mit der Glion-Rochers-de-Naye-Bahn (GN).
Die Aktiengesellschaft "Transports Montreux–Vevey–Riviera SA" wurde ursprünglich als "Compagnie du Chemin de fer de Glion aux Rochers de Naye" gegründet.

## Standseilbahnen
Die Gesellschaft betreibt drei Standseilbahnen.

### Standseilbahn Territet–Glion

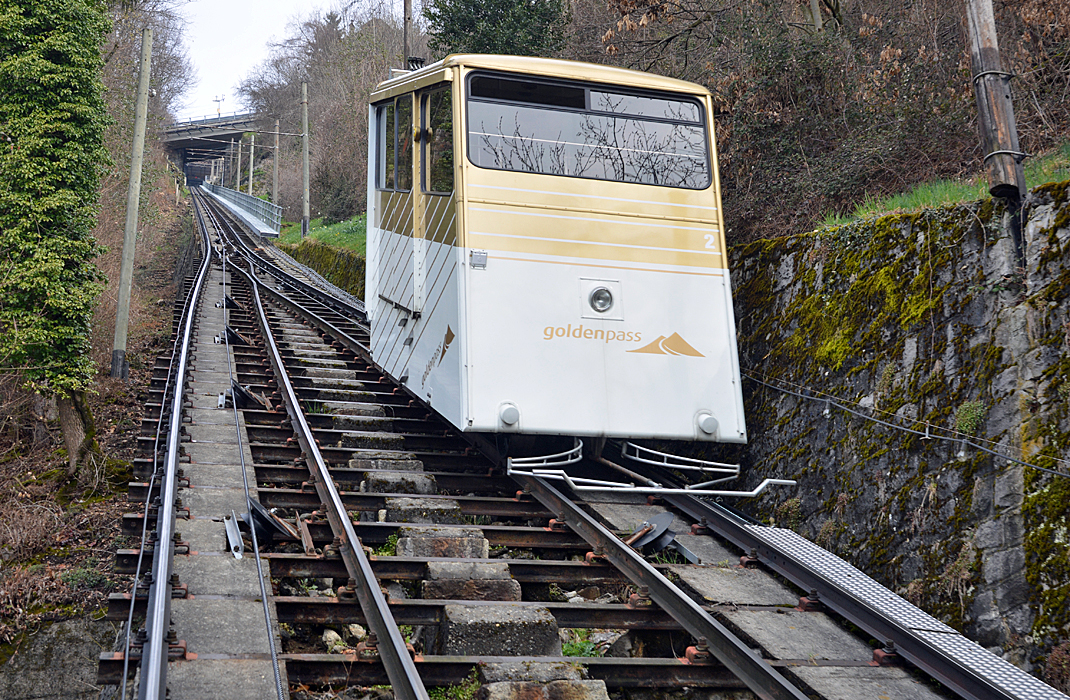
Standseilbahn Territet-Glion, März 2018

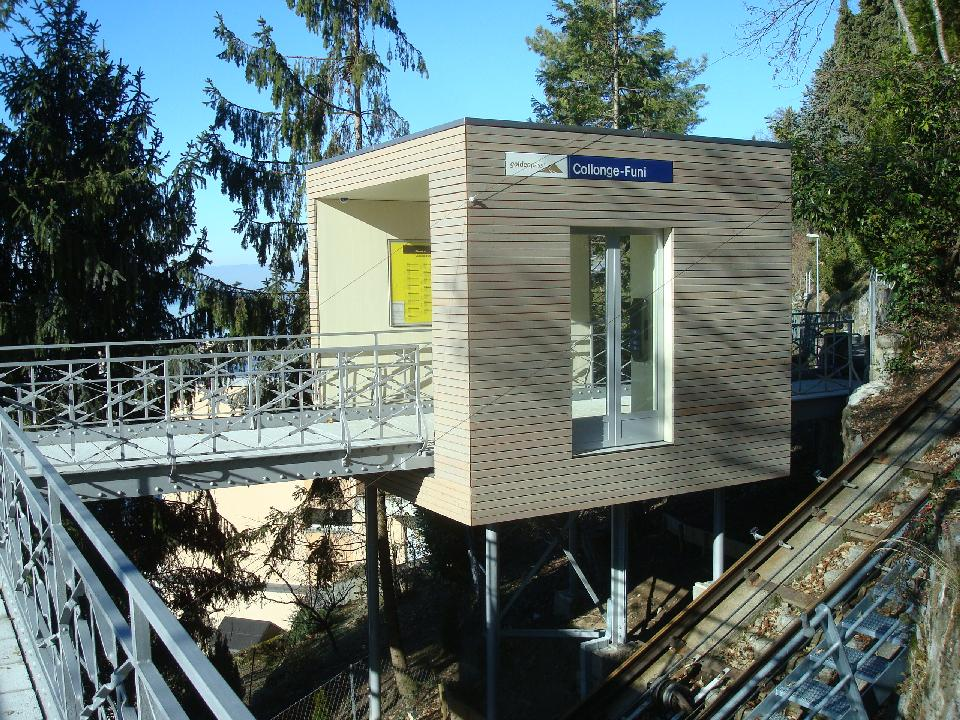
Neue Zwischenstation Collonge-Funi der Standseilbahn Territet–Glion, 2010

Die Standseilbahn Territet–Glion, abgekürzt TG, französisch Funiculaire Territet–Glion, ist eine von Territet am Genfersee hinauf nach Glion führende Standseilbahn. Sie war bei ihrer Eröffnung 1883 mit einer Steigung von 57 Prozent die steilste Standseilbahn der Welt und war bis 1909 der wichtigste Zubringer für die Zahnradbahn auf den Rochers de Naye. Bei einer Streckenlänge von 640 Metern überwindet sie einen Höhenunterschied von 301 Metern. Die Standseilbahn Territet–Glion war ursprünglich eine Wasserballastbahn.
Nach umfassenden Sanierungs- und Umbauarbeiten, verbunden mit einem längeren Betriebsunterbruch, verkehrt die Bahn seit 1975 mit neuen Wagen vollautomatisch mit einem modernen elektrischen Antrieb. Dabei ist einer der beiden ursprünglichen Seilbahnwagen bei der Talstation als Erinnerung an die ursprüngliche Bahn aufgestellt worden.
Nach einer weiteren umfassenden Modernisierung, verbunden mit einem kürzeren Betriebsunterbruch, konnte die Bahn am 9. Oktober 2009 mit der neuen Zwischenhaltestelle Collonge-Funi wieder dem Verkehr übergeben werden. Die beiden revidierten und mit einem Notausstieg ergänzten Standseilbahnwagen hatten nun neu die gold-weissen Farben der Golden-Pass-Gruppe statt der ursprünglichen roten Farbe.

### Standseilbahn Les Avants–Sonloup
Die Standseilbahn Les Avants–Sonloup, abgekürzt LAS, französisch Funiculaire Les Avants–Sonloup, offiziell Chemin de fer Les Avants–Sonloup, erbaute und betreibt die Standseilbahn von Les Avants hinauf nach Sonloup, die 1910 eröffnet wurde. Bei einer Streckenlänge von 530 Metern überwindet sie eine Höhendifferenz von 180 Metern. Die Talstation Les Avants liegt in unmittelbarer Nähe des 1901 eröffneten gleichnamigen Bahnhof der Montreux-Berner Oberland-Bahn.

### Standseilbahn Vevey–Chardonne–Mont-Pèlerin

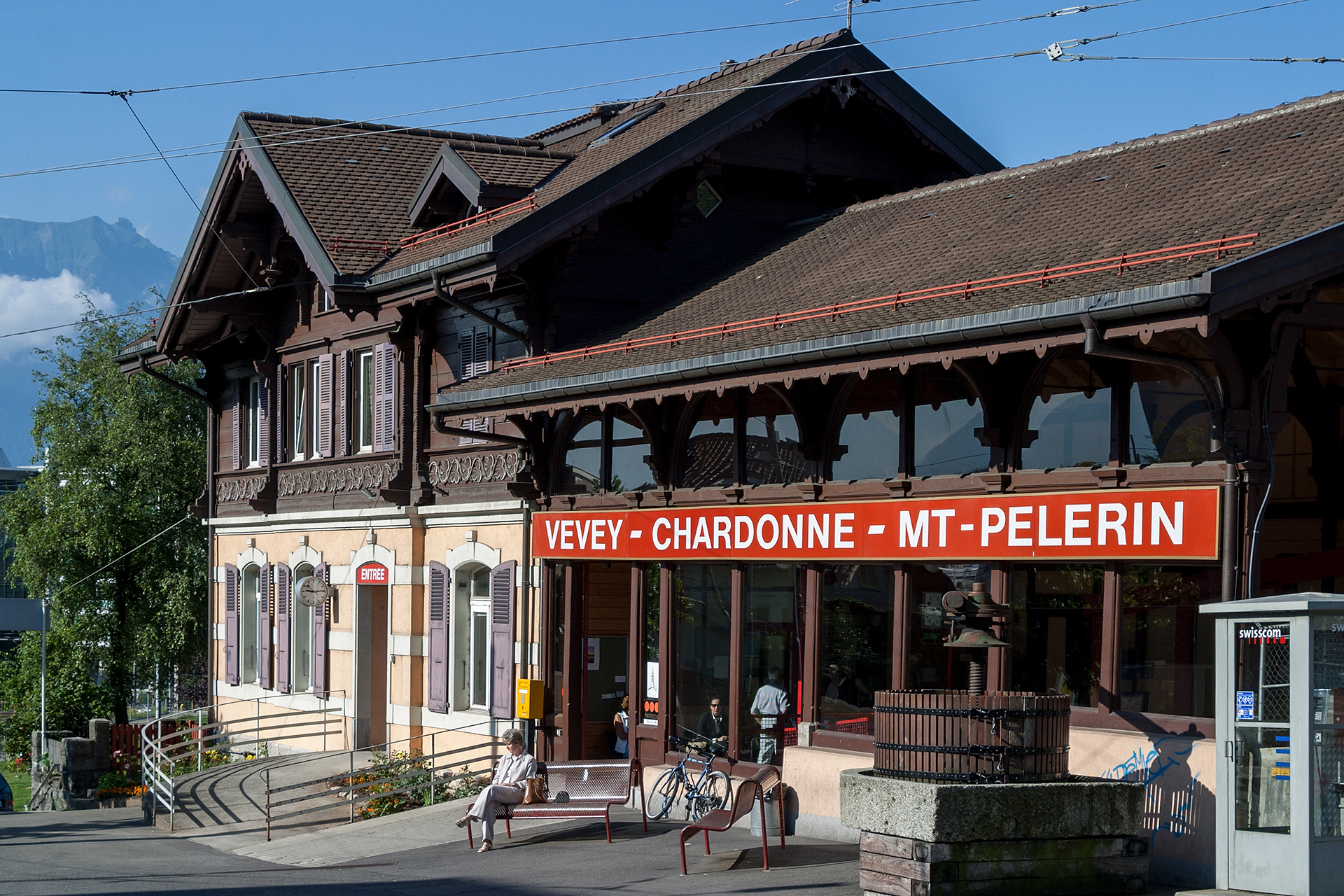
Talstation der Standseilbahn Vevey–Chardonne–Mont-Pèlerin in Vevey, 2004

Die Standseilbahn Vevey–Chardonne–Mont-Pèlerin, abgekürzt VCP, französisch Funiculaire Vevey–Chardonne–Mont-Pèlerin erbaute die Standseilbahn von Vevey-Funi über Chardonne hinauf auf den Mont Pèlerin, die 1900 eröffnet wurde. Sie hat eine Streckenlänge von 1580 Metern und überwindet einen Höhenunterschied von 415 Metern. Neben der Tal- und Bergstation hat sie noch vier Zwischenhaltestellen mit Halt auf Verlangen.
Die Standseilbahn wurde am 25. September 2009 nach längerer Modernisierung, wobei auch die beiden Standseilbahnwagen einen neuen Aufbau erhielten, wieder in Betrieb genommen.

### Vergleich
| Aspekt                 | TG                                      | LAS                      | VCP                  |
| ---------------------- | --------------------------------------- | ------------------------ | -------------------- |
| Eröffnung              | 1883                                    | 1910                     | 1900                 |
| Erneuerungen           | 1975, 2009                              | ?                        | 2014                 |
| Talstation             | Territet-Funi, 393 m                    | Les Avants (funi), 976 m | Vevey (funi), 389 m  |
| Talstation, Anschlüsse | Bus 201                                 | Bahnhof MOB              | Bus 201              |
| Zwischenstationen      | 1                                       | 0                        | 4                    |
| Bergstation            | Glion-Funi, 686 m                       | Sonloup, 1156 m          | Mont-Pèlerin, 806 m  |
| Mögliches Reiseziel    | Rochers de Naye, 2042 m mit Zahnradbahn |                          | Mont Pèlerin, 1080 m |
| Höhendifferenz         | 301 m                                   | 180 m                    | 415 m                |
| Länge                  | 640 m                                   | 530 m                    | 1500 m               |
| Steigung               | 40 bis 57 %                             | 18 bis 54,5 %            | 13 bis 54 %          |
| Spurweite              | 1000 mm                                 | 1000 mm                  | 1000 mm              |
| Fahrzeit               | 4 min                                   | 6 min                    | 11 min               |
| Antrieb                | Wasserbalast (bis 1975), el. (ab 1975)  | el.                      | el.                  |
| Erbauer                | Riggenbach                              | Von Roll                 | Von Roll Doppelmayr  |
| Diagramm               | - Bis 1975 - Ab 1975                    |                          |                      |